# Lucifuga subterranea
Lucifuga subterranea, or the Cuban cusk-eel, là một loài cá thuộc họ Bythitidae. Nó là loài đặc hữu của Cuba.